# Aptosimum patulum
Aptosimum patulum är en flenörtsväxtart som beskrevs av Cornelis Eliza Bertus Bremekamp. Aptosimum patulum ingår i släktet Aptosimum och familjen flenörtsväxter. Inga underarter finns listade i Catalogue of Life.